# پتر کبیر در حال بازجویی از تزارویچ الکسی پتروویچ در پترگوف
پتر کبیر در حال بازجویی از تزارویچ الکسی پتروویچ در پترگوف (به انگلیسی: Peter the Great Interrogating the Tsarevich Alexei Petrovich at Peterhof) یک نقاشی رنگ روغن اثر هنرمند مشهور روسی نیکلای گیه است. این نقاشی در سال ۱۸۷۱ میلادی تکمیل شد و امروزه در نگارخانه ترتیاکوف روسیه نگهداری می‌شود. ابعاد تابلو ۱۳۵٫۷ در ۱۷۳ سانتی متر (براساس سایر اطلاعات ۱۳۴٫۸ در ۱۷۲٫۷ سانتی متر) است. کار گیه تفسیری روان‌شناختی از یک داستان تاریخی را ارائه می‌دهد که در سال ۱۷۱۸ جریان داشت. این نقاشی پتر کبیر و پسرش الکسی پتروویچ که متهم به تلاش برای غصب قدرت شده است را در داخل کاخ مونپلازیر در پترگوف به تصویر می‌کشد. پیش از زبان گشودن، پتر به چشمان پسرش خیره شده بود؛ زیرا همچنان امیدوار بود نشانه‌ای از پشیمانی را در چشمان اون ببیند.
این نقاشی توسط گیه برای افتتاحیه انجمن نمایشگاه‌های هنر مسافرتی که در نوامبر ۱۸۷۱ در سنت پترزبورگ افتتاح شد، خلق شد. انگیزه هنرمند نزدیک شدن به دوصدمین سالگرد پیتر کبیر بود که در سال ۱۶۷۲ متولد شده بود. قبل از نمایشگاه، بوم نقاشی توسط پاول ترتیاکوف از گیه خریداری شد. گیه چندین نسخه از این اثر را نقاشی کرد که یکی از آنها توسط الکساندر دوم خریداری شد و اکنون بخشی از مجموعه موزه دولتی روسیه است.
میخائیل سالتیکوف-شچدرین، نویسنده و منتقد روس، قهرمانان این اثر را اینگونه توصیف کرد: «هرکسی که این دو شخصیت ساده و به گونه‌ای تماشایی صحنه‌سازی‌شده را دیده باشد، باید اعتراف کند که شاهد یکی از آن قصه‌های شگفت‌انگیز بوده است که هرگز از ذهنش پاک نمی‌شود.» منتقد هنری ولادیمیر استاسوف نقاشی گیه را یکی از بهترین آثار در اولین نمایشگاه مسافرتی دانست و نوشت: «هیچ یک از نقاشی‌های قبلی آقای گیه چنین مهر پختگی و مهارتی مانند این نداشت.» مورخ هنر آلا ورشچاژینا، خاطرنشان کرد که نقاشی پتر کبیر در حال بازجویی از تزارویچ الکسی پتروویچ «مهمترین نقطه عطف» در توسعه یک جهت جدید — با تفسیر هنری از انسان برجسته و جایگاه او در تاریخ — در نقاشی تاریخی روسیه در دهه ۱۸۷۰ بود.